# Liste der Neo-Geo-Spiele
Dies ist eine Liste der 156 Neo-Geo-Spiele. Einige dieser Spiele erschienen zudem auf der Neo-Geo-CD-Konsole.

## Liste
| Titel                                                                                            | Entwickler             | Publisher         | Erscheinungsdatum |
| ------------------------------------------------------------------------------------------------ | ---------------------- | ----------------- | ----------------- |
| 2020 Super Baseball                                                                              | SNK                    | SNK               | 1991              |
| 3 Count Bout (Fire Suplex)                                                                       | SNK                    | SNK               | 1993              |
| Aero Fighters 2 (Sonic Wings 2)                                                                  | Video System           | Video System      | 1994              |
| Aero Fighters 3 (Sonic Wings 3)                                                                  | Video System           | Video System      | 1995              |
| Aggressors of Dark Kombat (Tsūkai Gangan Kōshinkyoku)                                            | ADK                    | ADK               | 1994              |
| Alpha Mission II (ASO II: Last Guardian)                                                         | SNK                    | SNK               | 1991              |
| Andro Dunos                                                                                      | Tetsuo Akiyama         | Visco             | 1992              |
| Art of Fighting (Ryūko no Ken)                                                                   | SNK                    | SNK               | 1992              |
| Art of Fighting 2 (Ryūko no Ken 2)                                                               | SNK                    | SNK               | 1994              |
| Art of Fighting 3 - The Path of the Warrior (Art of Fighting: Ryūko no Ken - Gaiden)             | SNK                    | SNK               | 1996              |
| Bakatono-sama Mahjong Man'yuki                                                                   | Monolith               | –                 | 1991              |
| Bang Bead                                                                                        | Visco                  | –                 | 2000              |
| Baseball Stars Professional                                                                      | SNK                    | SNK               | 1991              |
| Baseball Stars 2                                                                                 | SNK                    | SNK               | 1992              |
| Battle Flip Shot                                                                                 | Visco                  | –                 | 1998              |
| Blazing Star                                                                                     | Yumekobo               | SNK               | 1998              |
| Blue’s Journey (Raguy)                                                                           | ADK                    | SNK               | 1991              |
| Breakers                                                                                         | Visco                  | SNK               | 1996              |
| Breakers Revenge                                                                                 | Visco                  | SNK               | 1998              |
| Burning Fight                                                                                    | SNK                    | SNK               | 1991              |
| Captain Tomaday                                                                                  | Visco                  | SNK               | 1999              |
| Chibi Maruko-chan Deluxe Quiz                                                                    | Takara                 | –                 | 1995              |
| Crossed Swords                                                                                   | ADK                    | SNK               | 1991              |
| Cyber-Lip                                                                                        | SNK                    | SNK               | 1990              |
| Double Dragon                                                                                    | Technos                | SNK               | 1995              |
| Digger Man                                                                                       | Kyle Hodgetts          | –                 | 2000              |
| Eight Man                                                                                        | SNK                    | SNK               | 1991              |
| Far East of Eden: Kabuki Klash (Tengai Makyō: Shinden)                                           | Hudson Soft            | SNK               | 1995              |
| Fast Striker                                                                                     | NG:Dev Team            | –                 | 2010              |
| Fatal Fury: King of Fighters (Garou Densetsu: Shukumei no Tatakai)                               | SNK                    | SNK               | 1991              |
| Fatal Fury 2 (Garou Densetsu 2: Arata-naru Tatakai)                                              | SNK                    | SNK               | 1992              |
| Fatal Fury 3: Road to the Final Victory (Garou Densetsu 3: Haruka-naru Tatakai)                  | SNK                    | SNK               | 1995              |
| Fatal Fury Special (Garou Densetsu Special)                                                      | SNK                    | SNK               | 1993              |
| Fight Fever                                                                                      | Viccom                 | SNK               | 1994              |
| Football Frenzy                                                                                  | SNK                    | SNK               | 1992              |
| Galaxy Fight: Universal Warriors                                                                 | Sunsoft                | SNK               | 1995              |
| Ganryu (Musashi Ganryuki)                                                                        | Visco                  | SNK               | 1999              |
| Garou: Mark of the Wolves                                                                        | SNK                    | SNK               | 1999              |
| Ghost Pilots                                                                                     | SNK                    | SNK               | 1991              |
| Ghostlop                                                                                         | Data East              | –                 | 1996              |
| Goal! Goal! Goal!                                                                                | Visco                  | –                 | 1995              |
| Gururin                                                                                          | Face                   | –                 | 1994              |
| The Irritating Maze (Ultra Denryu Iraira Bou)                                                    | Saurus                 | SNK               | 1997              |
| Jockey Grand Prix                                                                                | Brezzasoft             | –                 | 2001              |
| Janshin Densetsu: Quest of Jongmaster                                                            | Aicom                  | –                 | 1994              |
| Karnov’s Revenge (Fighter’s History Dynamite)                                                    | Data East              | –                 | 1994              |
| The King of Fighters '94                                                                         | SNK                    | SNK               | 1994              |
| The King of Fighters '95                                                                         | SNK                    | SNK               | 1995              |
| The King of Fighters '96                                                                         | SNK                    | SNK               | 1996              |
| The King of Fighters '97                                                                         | SNK                    | SNK               | 1997              |
| The King of Fighters '98: The Slugfest (The King of Fighters ’98: Dream Match Never Ends)        | SNK                    | SNK               | 1998              |
| The King of Fighters '99: Millennium Battle                                                      | SNK                    | SNK               | 1999              |
| The King of Fighters 2000                                                                        | SNK                    | SNK               | 2000              |
| The King of Fighters 2001                                                                        | Eolith                 | SNK               | 2001              |
| The King of Fighters 2002                                                                        | Eolith                 | Playmore          | 2002              |
| The King of Fighters 2003                                                                        | SNK                    | SNK Playmore      | 2003              |
| King of the Monsters                                                                             | SNK                    | SNK               | 1991              |
| King of the Monsters 2: The Next Thing                                                           | SNK                    | SNK               | 1992              |
| Kizuna Encounter: Super Tag Battle (Fu'un Super Tag Battle)                                      | SNK                    | SNK               | 1996              |
| The Last Blade (Bakumatsu Rōman: Gekka no Kenshi)                                                | SNK                    | SNK               | 1997              |
| The Last Blade 2 (Bakumatsu Rōman: Dai Ni Maku Gekka no Kenshi)                                  | SNK                    | SNK               | 1998              |
| Last Hope                                                                                        | NG: Dev Team           | –                 | 2006              |
| Last Resort                                                                                      | SNK                    | SNK               | 1992              |
| League Bowling                                                                                   | SNK                    | SNK               | 1991              |
| Legend of Success Joe (Ashita no Joe Densetsu)                                                   | Wave                   | –                 | 1991              |
| Magical Drop II                                                                                  | Data East              | –                 | 1996              |
| Magical Drop III                                                                                 | Data East              | –                 | 1997              |
| Magician Lord                                                                                    | ADK                    | –                 | 1990              |
| Mahjong Kyōretsuden                                                                              | SNK                    | SNK               | 1990              |
| Metal Slug                                                                                       | Nazca                  | SNK               | 1996              |
| Metal Slug 2                                                                                     | SNK                    | SNK               | 1998              |
| Metal Slug 3                                                                                     | SNK                    | SNK               | 2000              |
| Metal Slug 4                                                                                     | Mega                   | Playmore          | 2002              |
| Metal Slug 5                                                                                     | SNK Playmore           | SNK Playmore      | 2003              |
| Metal Slug X                                                                                     | SNK                    | SNK               | 1999              |
| Minnasan no Okagesama Desu                                                                       | Monolith               | –                 | 1990              |
| Money Idol Exchanger                                                                             | Face                   | –                 | 1997              |
| Mutation Nation                                                                                  | SNK                    | SNK               | 1992              |
| NAM-1975                                                                                         | SNK                    | SNK               | 1990              |
| Neo Bomberman                                                                                    | Hudson Soft            | –                 | 1997              |
| Neo Drift Out: New Technology                                                                    | Visco                  | –                 | 1996              |
| Neo Geo Cup '98: The Road to the Victory                                                         | SNK                    | SNK               | 1998              |
| Neo Mr. Do!                                                                                      | Visco                  | –                 | 1996              |
| Neo Pong                                                                                         | –                      | –                 | 2002              |
| Neo Turf Masters (Big Tournament Golf)                                                           | Nazca                  | –                 | 1996              |
| Nightmare in the Dark                                                                            | AM Factory             | Eleven / Gavaking | 2000              |
| Ninja Combat                                                                                     | ADK                    | –                 | 1990              |
| Ninja Commando                                                                                   | ADK                    | –                 | 1992              |
| Ninja Master’s (Ninja Master’s: Haō Ninpō Jō)                                                    | ADK / SNK              | –                 | 1996              |
| Over Top                                                                                         | ADK                    | –                 | 1996              |
| Panic Bomber                                                                                     | Hudson Soft            | –                 | 1994              |
| Pleasure Goal: 5 on 5 Mini Soccer (Futsal)                                                       | Saurus                 | –                 | 1996              |
| Pochi & Nyaa                                                                                     | Aiky / Taito           | –                 | 2003              |
| Pop ’n Bounce (Gapporin)                                                                         | Video System           | –                 | 1997              |
| Power Instinct Matrimelee (Shin Gōketsuji Ichizoku: Tōkon Matrimelee)                            | Noise Factory          | Playmore          | 2003              |
| Power Spikes II                                                                                  | Video System           | –                 | 1995              |
| Prehistoric Isle 2 (Genshi-tō)                                                                   | Yumekobo               | –                 | 1999              |
| Pulstar                                                                                          | Aicom                  | –                 | 1995              |
| Puzzle Bobble                                                                                    | Taito                  | SNK               | 1994              |
| Puzzle Bobble 2                                                                                  | Taito                  | SNK               | 1999              |
| Puzzle de Pon!                                                                                   | Visco                  | –                 | 1995              |
| Puzzle de Pon! R                                                                                 | Visco                  | –                 | 1996              |
| Puzzled (Joy Joy Kid)                                                                            | SNK                    | SNK               | 1990              |
| Quiz Daisōsa Sen: The Last Count Down                                                            | SNK                    | SNK               | 1991              |
| Quiz King of Fighters                                                                            | Saurus                 | –                 | 1995              |
| Quiz Meitantei Neo & Geo: Quiz Daisousasen Part 2                                                | SNK                    | SNK               | 1992              |
| Rage of the Dragons                                                                              | Evoga                  | Playmore          | 2002              |
| Ragnagard (Shinōken)                                                                             | Saurus / System Vision | –                 | 1996              |
| Real Bout Fatal Fury (Real Bout Garou Densetsu)                                                  | SNK                    | SNK               | 1995              |
| Real Bout Fatal Fury 2: The Newcomers (Real Bout Garou Densetsu 2: The Newcomers)                | SNK                    | SNK               | 1998              |
| Real Bout Fatal Fury Special (Real Bout Garou Densetsu Special)                                  | SNK                    | SNK               | 1996              |
| Riding Hero                                                                                      | SNK                    | SNK               | 1990              |
| Robo Army                                                                                        | SNK                    | SNK               | 1991              |
| Samurai Shodown (Samurai Spirits)                                                                | SNK                    | SNK               | 1993              |
| Samurai Shodown II (Shin Samurai Spirits: Haohmaru Jigokuhen)                                    | SNK                    | SNK               | 1994              |
| Samurai Shodown III: Blades of Blood (Samurai Spirits: Zankurō Musōken)                          | SNK                    | SNK               | 1995              |
| Samurai Shodown IV: Amakusa’s Revenge (Samurai Spirits: Amakusa Kōrin)                           | SNK                    | SNK               | 1996              |
| Samurai Shodown V (Samurai Spirits Zero)                                                         | Yuki Enterprise        | SNK Playmore      | 2003              |
| Samurai Shodown V Special (Samurai Spirits Zero Special)                                         | Yuki Enterprise        | SNK Playmore      | 2004              |
| Samurai Shodown V Perfect (Samurai Spirits Zero Perfect)                                         | Yuki Enterprise        | SNK Playmore      | 2004              |
| Savage Reign (Fu’un Mokushiroku: Kakutō Sōsei)                                                   | SNK                    | SNK               | 1995              |
| Sengoku (Sengoku Denshō)                                                                         | SNK                    | SNK               | 1991              |
| Sengoku 2 (Sengoku Denshō 2)                                                                     | SNK                    | SNK               | 1993              |
| Sengoku 3 (Sengoku Legends 2001)                                                                 | Noise Factory          | –                 | 2001              |
| Shock Troopers                                                                                   | Saurus                 | –                 | 1997              |
| Shock Troopers: 2nd Squad                                                                        | Saurus                 | –                 | 1998              |
| SNK vs. Capcom: SVC Chaos                                                                        | SNK Playmore           | SNK Playmore      | 2003              |
| Soccer Brawl                                                                                     | SNK                    | SNK               | 1992              |
| Spinmaster (Miracle Adventure)                                                                   | Data East              | –                 | 1993              |
| Stakes Winner (Stakes Winner: GI Kinzen Seihae no Michi)                                         | Saurus                 | –                 | 1995              |
| Stakes Winner 2                                                                                  | Saurus                 | –                 | 1996              |
| Street Hoop / Street Slam (Dunk Dream)                                                           | Data East              | –                 | 1994              |
| Strikers 1945 Plus                                                                               | Psikyo                 | –                 | 1999              |
| Super Dodge Ball (Kunio no Nekketsu Tōkyū Densetsu)                                              | Technos                | –                 | 1996              |
| Super Sidekicks (Tokuten-ō)                                                                      | SNK                    | SNK               | 1992              |
| Super Sidekicks 2: The World Championship (Tokuten-ō 2: Real Fight Football)                     | SNK                    | SNK               | 1994              |
| Super Sidekicks 3: The Next Glory (Tokuten-ō 3: Eikō-e no Michi)                                 | SNK                    | SNK               | 1995              |
| The Super Spy                                                                                    | SNK                    | SNK               | 1990              |
| Shōgi No Tatsujin - Master of Syougi                                                             | ADK                    | –                 | 1995              |
| Tecmo World Soccer '96                                                                           | Tecmo                  | –                 | 1996              |
| Thrash Rally                                                                                     | ADK                    | –                 | 1991              |
| Top Hunter: Roddy & Cathy                                                                        | SNK                    | SNK               | 1994              |
| Top Player’s Golf                                                                                | SNK                    | SNK               | 1990              |
| Twinkle Star Sprites                                                                             | ADK                    | –                 | 1996              |
| The Ultimate 11: SNK Football Championship (SNK Football Championship Tokuten-ō: Honō no Libero) | SNK                    | SNK               | 1996              |
| V-Liner                                                                                          | Brezzasoft             | –                 | 2001              |
| Viewpoint                                                                                        | Sammy                  | –                 | 1992              |
| Voltage Fighter Gowcaizer (Chōjin Gakuen Gowcaizer)                                              | Technos                | –                 | 1995              |
| Waku Waku 7                                                                                      | Sunsoft                | –                 | 1996              |
| Windjammers (Flying Power Disc)                                                                  | Data East              | –                 | 1994              |
| World Heroes                                                                                     | ADK                    | –                 | 1992              |
| World Heroes 2                                                                                   | ADK                    | –                 | 1993              |
| World Heroes 2 Jet                                                                               | ADK                    | –                 | 1994              |
| World Heroes Perfect                                                                             | ADK                    | –                 | 1995              |
| Zed Blade (Operation Ragnarok)                                                                   | NMK                    | –                 | 1994              |
| Zupapa!                                                                                          | Face / SNK             | SNK               | 2001              |